# AS Roma 1937/1938
Sezon 1937/1938 klubu AS Roma.

## Sezon
Z powodu remontu Campio Testaccio Roma przeniosła się na Stadio Flaminio. Wyprzedano kilku piłkarzy, dzięki czemu zmniejszono deficyt budżetowy. Odkryto też nowy talent - Danilo Micheliniego z AS Lucchese, który strzelił 16 goli w sezonie i stał się najlepszym strzelcem zespołu. Zespół poprowadził Guido Ara, były szkoleniowiec Fiorentiny i doprowadził on "giallorossich" do 6. pozycji w lidze.

## Rozgrywki
- Campionato Italiano: 6. pozycja
- Puchar Włoch: ćwierćfinał

## Skład i ustawienie zespołu
| W SEZONIE 1937/1938 |        |                |       |      |
| Imię i nazwisko     | Kraj   | Data urodzenia | Mecze | Gole |
| Trener              |        |                |       |      |
| Guido Ara           | Włochy | 28.08.1888     |       |      |
| Bramkarze           |        |                |       |      |
| Cesare Francavilla  | Włochy | ?              | 0     | 0    |
| Guido Masetti       | Włochy | 22.11.1907     | 21    | 0    |
| Cesare Valinasso    | Włochy | 27.11.1909     | 4     | 0    |
| Obrońcy             |        |                |       |      |
| Erminio Asin        | Włochy | ?              | 4     | 0    |
| Andrea Gadaldi      | Włochy | 25.08.1907     | 30    | 0    |
| Eraldo Monzeglio    | Włochy | 05.06.1906     | 26    | 0    |
| Enrico Schiavetti   | Włochy | 09.02.1920     | 1     | 0    |
| Pomocnicy           |        |                |       |      |
| Fulvio Bernardini   | Włochy | 28.12.1905     | 23    | 0    |
| Mario De Grassi     | Włochy | 22.01.1919     | 2     | 0    |
| Aldo Donati         | Włochy | 29.09.1910     | 19    | 0    |
| Evaristo Frisoni    | Włochy | 01.10.1907     | 29    | 1    |
| Antonio Fusco       | Włochy | 06.01.1916     | 16    | 0    |
| Alfredo Mazzoni     | Włochy | 23.02.1908     | 5     | 0    |
| Franco Scaramelli   | Włochy | 08.09.1911     | 17    | 1    |
| Pietro Serantoni    | Włochy | 11.12.1906     | 22    | 1    |
| Napastnicy          |        |                |       |      |
| Amedeo Amadei       | Włochy | 26.07.1921     | 3     | 1    |
| Ernes Borsetti      | Włochy | 28.10.1916     | 30    | 10   |
| Oliviero Mascheroni | Włochy | 11.06.1914     | 25    | 8    |
| Danilo Michelini    | Włochy | 05.03.1917     | 29    | 6    |
| Otello Subinaghi    | Włochy | 02.04.1910     | 19    | 4    |